# Matjo
Matjo (mađ. Matyó) je etnička skupina koja je po doseljenju Mađara, poput Paloka, zadržala slavensku kulturu u području koje su naseljavali, zapadno od gorja Bükk u Velikoj mađarskoj nizini (Alföldu). Prema predaji, sami su se prozvali „Matjo” u čast kralja Matije Korvina koji je njihovom središtu, Mezőkövesdu, na blagdan sv. Ladislava 1472. god. darovao status trgovišta. No, zapravo su ih tako pogrdno prozvali protestantski stanovnici na sjeveru u 18. stoljeću kako bi se razlikovali od katoličkih Matja koje su smatrali primitivnima.
Danas njihovi mađarizirani potomci uglavnom žive u Matyóföldu, tj. okolici Mezőkövesda, Tarda i Szentistvána (Boršod-abaújsko-zemplénska županija), koji se odlikuju matjo seoskim kućama, ali u kojima se uvelike razlikuje narodna nošnja. Naime, narodna nošnja i ukrasni vez je najkarakterističnija odlika njihove kulture. Zbog toga je narodna umjetnost veza tradicionalne zajednice Matjo upisana na popis nematerijalne svjetske baštine u Europi u prosincu 2012. godine kao seoska djelatnost koja jača međuljudske odnose i koheziju zajednice, dok istovremeno mogućava individualno umjetničko izražavanje.
Matjo vez se odlikuje cvjetnim motivima koji se nalaze na vezovima ravnim bodom i ukrasnim predmetima. Njime se ukrašava narodna nošnja cijele regije, koja se nosi tijekom svečanosti, te narodnih festivala. Njihovi cvjetni motivi su odigrali ključnu ulogu u jačanju identiteta Matjo zajednice i pored veza danas se javljaju i u uređenju interijera, suvremenoj modi i arhitekturi. Članovi Matjo zajednice osnovali su Matyó umjetničko-narodnu udrugu 1991. godine, koja prenosi vještine vezenja i organizira brojne kulturne priredbe i nastupe. U njihovom Borsóka krugu vezenja svatko može naučiti umjetnost, tehniku i motive Matjo veza od iskusnih majstora. Također, u njihovom plesnom ansamblu članovi nose fino izvezene tradicionalne nošnje, čime se doprinosi njihovom održanju. Nacionalna popularnost Matjo veza danas omogućuje ženama pomoćni prihod kojim mogu kupiti fine tkanine i pribor potreban za izradu raskošnih kostima.

## Vanjske poveznice
- Matjo muzej  Arhivirana inačica izvorne stranice od 30. lipnja 2006. (Wayback Machine) (mađ.)
- Matjo običaji  Arhivirana inačica izvorne stranice od 15. ožujka 2006. (Wayback Machine) (mađ.)